# División de Honor Plata de balonmano 2021-22
La División de Honor Plata de balonmano 2021-22 es la 28.ª edición de la División de Honor Plata de balonmano, la segunda división del balonmano español.

## Clubes
| Club                                 | Ciudad                 | Pabellón                                     |
| ------------------------------------ | ---------------------- | -------------------------------------------- |
| Barça B                              | Barcelona              | Ciudad Deportiva Joan Gamper                 |
| Tubos Aranda Villa de Aranda         | Aranda de Duero        | Polideportivo Príncipe de Asturias           |
| Fertiberia Puerto de Sagunto         | Puerto de Sagunto      | Pabellón Municipal inter-núcleos             |
| UBU San Pablo BM Burgos              | Burgos                 | Polideportivo Municipal El Plantío           |
| Acanor Novás Valinox                 | Pontevedra             | Pabellón Municipal de O Rosal                |
| UD Ibiza HC Eivissa                  | Ibiza                  | Polideportivo Insular de Blancadona          |
| SD Teucro                            | Pontevedra             | Pabellón Municipal de Deportes de Pontevedra |
| UE Sarrià                            | Sarriá de Ter          | Pavelló UE Sarrià                            |
| Eón Horneo Alicante                  | Alicante               | Pabellón Municipal Pitiu Rochel              |
| BM Guadalajara                       | Guadalajara            | Palacio Multiusos de Guadalajara             |
| BM Alcobendas                        | Alcobendas             | Pabellón de los Sueños                       |
| Vestas Balonmano Alarcos Ciudad Real | Ciudad Real            | Pabellón Municipal Quijote Arena             |
| Cajasur CB Córdoba                   | Córdoba                | Pabellón Municipal de Vista Alegre           |
| Club Cisne Colegio Los Sauces        | Pontevedra             | Estadio da Xuventude                         |
| Amenabar Zarautz Z.K.E               | Zarauz                 | Polideportivo Municipal de Zarautz           |
| BM Zamora Enamora                    | Zamora                 | Pabellón Polideportivo Ángel Nieto           |
| Handbol Sant Quirze                  | San Quirico de Tarrasa | Pabellón Municipal Sant Quirze               |
| Trops Málaga                         | Málaga                 | Pabellón Colegio Los Olivos                  |
| BM Soria                             | Soria                  | Pabellón San Andrés                          |
| Finestrelles SC Handbol Espluges     | Esplugas de Llobregat  | Cem Les Moreres                              |

## Clasificación

### Grupo A
|                                                                     | Equipo                   | Puntos | J  | G  | E | P  | GF  | GC  | DG  |
| ------------------------------------------------------------------- | ------------------------ | ------ | -- | -- | - | -- | --- | --- | --- |
| 1                                                                   | BM Cisne                 | 28     | 18 | 13 | 2 | 3  | 564 | 494 | 70  |
| 2                                                                   | Bm Guadalajara           | 27     | 18 | 12 | 3 | 3  | 534 | 467 | 67  |
| 3                                                                   | UBU San Pablo Burgos     | 22     | 18 | 10 | 2 | 6  | 560 | 534 | 26  |
| 4                                                                   | Amenabar Zarautz ZKE     | 21     | 18 | 10 | 1 | 7  | 470 | 487 | -17 |
| 5                                                                   | Acanor Novás Valinox     | 20     | 18 | 10 | 0 | 8  | 474 | 457 | 17  |
| 6                                                                   | BM Alcobendas            | 20     | 18 | 9  | 2 | 7  | 507 | 512 | -5  |
| 7                                                                   | BM. Villa de Aranda      | 15     | 18 | 7  | 1 | 10 | 467 | 487 | -20 |
| 8                                                                   | BM Soria                 | 13     | 18 | 5  | 3 | 10 | 491 | 525 | -34 |
| 9                                                                   | BM Zamora Rutas del Vino | 10     | 18 | 4  | 2 | 12 | 496 | 515 | -19 |
| 10                                                                  | SD Teucro                | 4      | 18 | 2  | 0 | 16 | 479 | 564 | -85 |
| Fuente: Federación Española de Balonmano (actualización automática) |                          |        |    |    |   |    |     |     |     |

### Grupo B
|                                                                     | Equipo                             | Puntos | J  | G  | E | P  | GF  | GC  | DG  |
| ------------------------------------------------------------------- | ---------------------------------- | ------ | -- | -- | - | -- | --- | --- | --- |
| 1                                                                   | Fertiberia Puerto Sagunto          | 26     | 18 | 13 | 0 | 5  | 476 | 441 | 35  |
| 2                                                                   | Barça B                            | 26     | 18 | 13 | 0 | 5  | 572 | 516 | 56  |
| 3                                                                   | Horneo Sporting Alicante           | 22     | 18 | 9  | 4 | 5  | 507 | 498 | 9   |
| 4                                                                   | Trops Málaga                       | 22     | 18 | 11 | 2 | 5  | 485 | 431 | 54  |
| 5                                                                   | UD Ibiza                           | 21     | 18 | 9  | 3 | 6  | 486 | 469 | 17  |
| 6                                                                   | Balonmano Alarcos Ciudad Real      | 21     | 18 | 8  | 5 | 5  | 511 | 493 | 18  |
| 7                                                                   | Handbol Sant Quirze                | 15     | 18 | 6  | 3 | 9  | 494 | 525 | -31 |
| 8                                                                   | Cajasur Córdoba BM                 | 11     | 18 | 4  | 3 | 11 | 488 | 506 | -18 |
| 9                                                                   | Club Handbol Esplugues Les Moreres | 8      | 18 | 4  | 0 | 14 | 416 | 489 | -73 |
| 10                                                                  | UE Sarrià                          | 6      | 18 | 2  | 2 | 14 | 468 | 535 | -67 |
| Fuente: Federación Española de Balonmano (actualización automática) |                                    |        |    |    |   |    |     |     |     |